# Списък на спътници Космос (751-1000)

## 1975
- Космос 751 (юли 23) Зенит-2M – фоторазузнавателен спътник
- Космос 752 (юли 24) Вектор
- Космос 753 (юли 31) Зенит-4MK – фоторазузнавателен спътник
- Космос 754 (август 13) Зенит-4MK – фоторазузнавателен спътник
- Космос 755 (август 14) Парус
- Космос 756 (август 22) Целина-D – SIGINT
- Космос 757 (август 27) Зенит-4MK – фоторазузнавателен спътник
- Космос 758 (септември 5) Янтарь-2K No. 3 фоторазузнавателен спътник
- Космос 759 (септември 12) Орион
- Космос 760 (септември 16) Зенит-4MK – фоторазузнавателен спътник
- Космос 761 (септември 17) Стрела-1M – COMM
- Космос 762 (-) Стрела-1M – COMM
- Космос 763 (-) Стрела-1M – COMM
- Космос 764 (-) Стрела-1M – COMM
- Космос 765 (-) Стрела-1M – COMM
- Космос 766 (-) Стрела-1M – COMM
- Космос 767 (-) Стрела-1M – COMM
- Космос 768 (-) Стрела-1M – COMM
- Космос 769 (септември 23) Зенит-2M – фоторазузнавателен спътник
- Космос 770 (септември 24) Сфера
- Космос 771 (септември 25) Фрам
- Космос 772 (септември 29) Союз 7K-S No. 2L
- Космос 773 (септември 30) Стрела-2
- Космос 774 (октомври 1) Зенит-4MK – фоторазузнавателен спътник
- Космос 775 (октомври 8) Око система за ранно предупреждение/Прогноз система за ранно предупреждение, 2nd generation система за ранно предупреждение prototype
- Космос 776 (октомври 17) Зенит-2M – фоторазузнавателен спътник
- Космос 777 (октомври 29) US-P SIGINT/EORSAT
- Космос 778 (нов 4) Парус
- Космос 779 (нов 4) Зенит-4MK – фоторазузнавателен спътник
- Космос 780 (нов 21) Зенит-2M – фоторазузнавателен спътник
- Космос 781 (нов 21) Целина-OK – SIGINT
- Космос 782 (нов 25) Бион No. 3;
- Космос 783 (нов 28) Стрела-2
- Космос 784 (декември 3) Зенит-2M – фоторазузнавателен спътник
- Космос 785 (декември 12) US-A RORSAT
- Космос 786 (декември 16) Зенит-4MK – фоторазузнавателен спътник

## 1976
- Космос 787 (януари 6) Целина-O – SIGINT
- Космос 788 (януари 7) Зенит-4MK – фоторазузнавателен спътник
- Космос 789 (януари 20) Парус
- Космос 790 (януари 22) Целина-O – SIGINT
- Космос 791 (януари 28) Стрела-1M – COMM
- Космос 792 Стрела-1M – COMM
- Космос 793 Стрела-1M – COMM
- Космос 794 Стрела-1M – COMM
- Космос 795 Стрела-1M – COMM
- Космос 796 Стрела-1M – COMM
- Космос 797 Стрела-1M – COMM
- Космос 798 Стрела-1M – COMM
- Космос 799 (януари 29) Зенит-2M – фоторазузнавателен спътник
- Космос 800 (февруари 3) Циклон
- Космос 801 (февруари 5) DS-P1-I No. 16
- Космос 802 (февруари 11) Зенит-4MK – фоторазузнавателен спътник
- Космос 803 (февруари 12) Лира
- Космос 804 (февруари 16) IS
- Космос 805 (февруари 20) Янтарь-2K No. 4 – фоторазузнавателен спътник
- Космос 806 (март 10) Зенит-4MK – фоторазузнавателен спътник
- Космос 807 (март 12) Вектор
- Космос 808 (март 16) Целина-D – SIGINT
- Космос 809 (март 18) Зенит-2M – фоторазузнавателен спътник
- Космос 810 (март 26) Зенит-4MK – фоторазузнавателен спътник
- Космос 811 (март 31) Орион
- Космос 812 (април 6) Целина-O – SIGINT
- Космос 813 (април 9) Зенит-2M – фоторазузнавателен спътник
- Космос 814 (април 13) IS
- Космос 815 (април 28) Зенит-4MK – фоторазузнавателен спътник
- Космос 816 (април 28) Ромб
- Космос 816 SS 1 ESO
- Космос 816 SS 2 ESO
- Космос 816 SS 3 ESO
- Космос 816 SS 4 ESO
- Космос 816 SS 5 ESO
- Космос 816 SS 6 ESO
- Космос 816 SS 7 ESO
- Космос 816 SS 8 ESO
- Космос 816 SS 9 ESO
- Космос 816 SS 10 ESO
- Космос 816 SS 11 ESO
- Космос 816 SS 12 ESO
- Космос 816 SS 13 ESO
- Космос 816 SS 14 ESO
- Космос 816 SS 15 ESO
- Космос 816 SS 16 ESO
- Космос 816 SS 17 ESO
- Космос 816 SS 18 ESO
- Космос 816 SS 19 ESO
- Космос 816 SS 20 ESO
- Космос 816 SS 21 ESO
- Космос 816 SS 22 ESO
- Космос 816 SS 23 ESO
- Космос 817 (май 5) Зенит-4MK – фоторазузнавателен спътник
- Космос 818 (май 18) DS-P1-Yu No. 78
- Космос 819 (май 20) Зенит-2M – фоторазузнавателен спътник
- Космос 820 (май 21) Фрам
- Космос 821 (май 26) Зенит-4MK – фоторазузнавателен спътник
- Космос 822 (май 28) Вектор
- Космос 823 (юни 2) Циклон
- Космос 824 (юни 8) Зенит-4MK – фоторазузнавателен спътник
- Космос 825 (юни 15) Стрела-1M – COMM
- Космос 826 Стрела-1M – COMM
- Космос 827 Стрела-1M – COMM
- Космос 828 Стрела-1M – COMM
- Космос 829 Стрела-1M – COMM
- Космос 830 Стрела-1M – COMM
- Космос 831 Стрела-1M – COMM
- Космос 832 Стрела-1M – COMM
- Космос 833 (юни 16) Зенит-4MK – фоторазузнавателен спътник
- Космос 834 (юни 24) Зенит-2M – фоторазузнавателен спътник
- Космос 835 (юни 29) Зенит-4MK – фоторазузнавателен спътник
- Космос 836 (юни 29) Стрела-2
- Космос 837 (юли 1) Молния-2
- Космос 838 (юли 2) US-P SIGINT/EORSAT
- Космос 839 (юли 8) Лира
- Космос 840 (юли 14) Зенит-2M – фоторазузнавателен спътник
- Космос 841 (юли 15) Стрела-2
- Космос 842 (юли 21) Сфера
- Космос 843 (юли 21) IS
- Космос 844 (юли 22) Янтарь-2K No. 5 – фоторазузнавателен спътник
- Космос 845 (юли 27) Целина-O – SIGINT
- Космос 846 (юли 29) Циклон
- Космос 847 (август 4) Зенит-4MK – фоторазузнавателен спътник
- Космос 848 (август 12) Зенит-2M – фоторазузнавателен спътник
- Космос 849 (август 18) DS-P1-I No. 17
- Космос 850 (август 26) DS-P1-Yu No. 79
- Космос 851 (август 27) Целина-D – SIGINT
- Космос 852 (август 28) Зенит-4MK – фоторазузнавателен спътник
- Космос 853 (септември 1) Молния-2
- Космос 854 (септември 3) Зенит-4MK – фоторазузнавателен спътник
- Космос 855 (септември 21) Орион
- Космос 856 (септември 22) Зенит-2M – фоторазузнавателен спътник
- Космос 857 (септември 24) Зенит-4MK – фоторазузнавателен спътник
- Космос 858 (септември 29) Стрела-2
- Космос 859 (октомври 10) Зенит-4MK – фоторазузнавателен спътник
- Космос 860 (октомври 17) US-A RORSAT
- Космос 861 (октомври 21) US-A RORSAT
- Космос 862 (октомври 22) Око система за ранно предупреждение
- Космос 863 (октомври 25) Зенит-4MK – фоторазузнавателен спътник
- Космос 864 (октомври 29) Парус
- Космос 865 (нов 1) Зенит-2M – фоторазузнавателен спътник
- Космос 865 subsatellite? MKA?
- Космос 866 (нов 11) Зенит-4MK – фоторазузнавателен спътник
- Космос 867 (нов 23) Зенит-6 – фоторазузнавателен спътник
- Космос 868 (нов 26) US-P SIGINT/EORSAT
- Космос 869 (нов 29) Союз 7K-S No. 3L
- Космос 870 (декември 2) Целина-O – SIGINT
- Космос 871 (декември 7) Стрела-1M – COMM
- Космос 872 Стрела-1M – COMM
- Космос 873 Стрела-1M – COMM
- Космос 874 Стрела-1M – COMM
- Космос 875 Стрела-1M – COMM
- Космос 876 Стрела-1M – COMM
- Космос 877 Стрела-1M – COMM
- Космос 878 Стрела-1M – COMM
- Космос 879 (декември 9) Зенит-2M
- Космос 880 (декември 9) Лира
- Космос 881 (декември 15) TKS VA No. 009A/1
- Космос 882 TKS VA No. 009/1
- Космос 883 (декември 15) Цикада
- Космос 884 (декември 17) Зенит-4MK – фоторазузнавателен спътник
- Космос 885 (декември 17) Ромб
- Космос 885 SS 1 ESO
- Космос 885 SS 2 ESO
- Космос 885 SS 3 ESO
- Космос 885 SS 4 ESO
- Космос 885 SS 5 ESO
- Космос 885 SS 6 ESO
- Космос 885 SS 7 ESO
- Космос 885 SS 8 ESO
- Космос 885 SS 9 ESO
- Космос 885 SS 10 ESO
- Космос 885 SS 11 ESO
- Космос 885 SS 12 ESO
- Космос 885 SS 13 ESO
- Космос 885 SS 14 ESO
- Космос 885 SS 15 ESO
- Космос 885 SS 16 ESO
- Космос 885 SS 17 ESO
- Космос 886 (декември 27) IS
- Космос 887 (декември 28) Парус

## 1977
- Космос 888 (януари 6) Зенит-4MK фоторазузнавателен спътник
- Космос 889 (януари 20) Зенит-2M фоторазузнавателен спътник
- Космос 890 (януари 20) Циклон
- Космос 891 (февруари 2) Вектор
- Космос 892 (февруари 9) Зенит-4MK фоторазузнавателен спътник
- Космос 893 (февруари 15) GVM DS-U2-IK
- Космос 894 (февруари 21) Парус
- Космос 895 (февруари 26) Целина-D SIGINT
- Космос 896 (март 3) Зенит-6 фоторазузнавателен спътник
- Космос 897 (март 10) Зенит-4MK фоторазузнавателен спътник
- Космос 898 (март 17) Зенит-2M фоторазузнавателен спътник
- Космос 899 (март 24) Целина-O SIGINT
- Космос 900 (март 29) AUOS-Z-R-O Oval
- Космос 901 (април 5) DS-P1-I No. 18
- Космос 902 (април 7) Зенит-4MK фоторазузнавателен спътник
- Космос 903 (април 11) Око система за ранно предупреждение
- Космос 904 (април 20) Зенит-2M фоторазузнавателен спътник
- Космос 905 (април 26) Янтарь-2K No. 6 фоторазузнавателен спътник
- Космос 906 (април 27) ER763-4
- Космос 907 (май 5) Зенит-4MK фоторазузнавателен спътник
- Космос 908 (май 17) Зенит-4MK фоторазузнавателен спътник
- Космос 909 (май 19) Лира
- Космос 910 (май 23) IS
- Космос 911 (май 25) Сфера
- Космос 912 (май 26) Фрам
- Космос 913 (май 30) Ромб
- Космос 913 SS 1 (dtto) ESO
- Космос 913 SS 2 (dtto) ESO
- Космос 913 SS 3 (dtto) ESO
- Космос 913 SS 4 (dtto) ESO
- Космос 913 SS 5 (dtto) ESO
- Космос 913 SS 6 (dtto) ESO
- Космос 913 SS 7 (dtto) ESO
- Космос 913 SS 8 (dtto) ESO
- Космос 913 SS 9 (dtto) ESO
- Космос 913 SS 10 (dtto) ESO
- Космос 913 SS 11 (dtto) ESO
- Космос 913 SS 12 (dtto) ESO
- Космос 913 SS 13 (dtto) ESO
- Космос 913 SS 14 (dtto) ESO
- Космос 913 SS 15 (dtto) ESO
- Космос 913 SS 16 (dtto) ESO
- Космос 913 SS 17 (dtto) ESO
- Космос 913 SS 18 (dtto) ESO
- Космос 913 SS 19 (dtto) ESO
- Космос 913 SS 20 (dtto) ESO
- Космос 914 (май 31) Зенит-2M фоторазузнавателен спътник
- Космос 915 (юни 8) Зенит-4MK фоторазузнавателен спътник
- Космос 916 (юни 10) Орион
- Космос 917 (юни 16) Око система за ранно предупреждение
- Космос 918 (юни 17) IS
- Космос 919 (юни 18) DS-P1-I No. 19
- Космос 920 (юни 22) Зенит-4MK фоторазузнавателен спътник
- Космос 921 (юни 24) EPN 03.0380?
- Космос 922 (юни 30) Зенит-2M фоторазузнавателен спътник
- Космос 923 (юли 1) Стрела-2 COMM
- Космос 924 (юли 4) Целина-OK SIGINT
- Космос 925 (юли 7) Целина-D SIGINT
- Космос 926 (юли 8) Цикада
- Космос 927 (юли 12) Зенит-4MKM фоторазузнавателен спътник
- Космос 928 (юли 13) Парус
- Космос 929 (юли 17) TKS No. 16101
- Космос 929 VA (dtto) TKS VA No. 009A/2
- Космос 930 (юли 19) Вектор
- Космос 931 (юли 20) Око система за ранно предупреждение
- Космос 932 (юли 20) Зенит-4MKM фоторазузнавателен спътник
- Космос 933 (юли 22) Вектор
- Космос 934 (юли 27) Зенит-6 фоторазузнавателен спътник
- Космос 935 (юли 29) Зенит-2M фоторазузнавателен спътник
- Космос 936 (август 3) Бион No. 4
- Космос 937 (август 24) US-P SIGINT/EORSAT
- Космос 938 (август 24) Зенит-4MKM фоторазузнавателен спътник
- Космос 939 (август 24) Стрела-1M COMM
- Космос 940 (dtto) Стрела-1M COMM
- Космос 941 (dtto) Стрела-1M COMM
- Космос 942 (dtto) Стрела-1M COMM
- Космос 943 (dtto) Стрела-1M COMM
- Космос 944 (dtto) Стрела-1M COMM
- Космос 945 (dtto) Стрела-1M COMM
- Космос 946 (dtto) Стрела-1M COMM
- Космос 947 (август 27) Зенит-2M фоторазузнавателен спътник
- Космос 948 (септември 2) Фрам
- Космос 949 (септември 6) Янтарь-2K No. 7 фоторазузнавателен спътник
- Космос 950 (септември 13) Зенит-2M фоторазузнавателен спътник
- Космос 951 (септември 13) Парус
- Космос 952 (септември 16) US-A RORSAT
- Космос 953 (септември 16) Зенит-4MKM фоторазузнавателен спътник
- Космос 954 (септември 18) US-A RORSAT
- Космос 955 (септември 20) Целина-D SIGINT
- Космос 956 (септември 24) GVM
- Космос 957 (септември 30) Зенит-4MKM фоторазузнавателен спътник
- Космос 958 (октомври 11) Зенит-6 фоторазузнавателен спътник
- Космос 959 (октомври 21) Лира
- Космос 960 (октомври 25) Целина-O SIGINT
- Космос 961 (октомври 26) IS
- Космос 962 (октомври 28) Циклон
- Космос 963 (нов 24) Сфера
- Космос 964 (декември 4) Зенит-4MKM фоторазузнавателен спътник
- Космос 965 (декември 8) Ромб
- Космос 965 SS 1 (dtto) ESO
- Космос 965 SS 2 (dtto) ESO
- Космос 965 SS 3 (dtto) ESO
- Космос 965 SS 4 (dtto) ESO
- Космос 965 SS 5 (dtto) ESO
- Космос 965 SS 6 (dtto) ESO
- Космос 965 SS 7 (dtto) ESO
- Космос 965 SS 8 (dtto) ESO
- Космос 965 SS 9 (dtto) ESO
- Космос 965 SS 10 (dtto) ESO
- Космос 965 SS 11 (dtto) ESO
- Космос 965 SS 12 (dtto) ESO
- Космос 965 SS 13 (dtto) ESO
- Космос 965 SS 14 (dtto) ESO
- Космос 965 SS 15 (dtto) ESO
- Космос 965 SS 16 (dtto) ESO
- Космос 965 SS 17 (dtto) ESO
- Космос 965 SS 18 (dtto) ESO
- Космос 965 SS 19 (dtto) ESO
- Космос 965 SS 20 (dtto) ESO
- Космос 965 SS 21 (dtto) ESO
- Космос 965 SS 22 (dtto) ESO
- Космос 965 SS 23 (dtto) ESO
- Космос 966 (декември 12) Зенит-2M фоторазузнавателен спътник
- Космос 967 (декември 13) Лира
- Космос 968 (декември 16) Стрела-2 COMM
- Космос 969 (декември 20) Зенит-4MKM фоторазузнавателен спътник
- Космос 970 (декември 21) IS
- Космос 971 (декември 23) Парус
- Космос 972 (декември 27) GVM
- Космос 973 (декември 27) Зенит-2M фоторазузнавателен спътник

## 1978
- Космос 974 (януари 6) Зенит-4MKM фоторазузнавателен спътник
- Космос 975 (януари 10) Целина-D SIGINT
- Космос 976 (януари 10) Стрела-1M COMM
- Космос 977 (dtto) Стрела-1M COMM
- Космос 978 (dtto) Стрела-1M COMM
- Космос 979 (dtto) Стрела-1M COMM
- Космос 980 (dtto) Стрела-1M COMM
- Космос 981 (dtto) Стрела-1M COMM
- Космос 982 (dtto) Стрела-1M COMM
- Космос 983 (dtto) Стрела-1M COMM
- Космос 984 (януари 13) Зенит-2M фоторазузнавателен спътник
- Космос 985 (януари 17) Парус
- Космос 986 (януари 24) Зенит-4MKM фоторазузнавателен спътник
- Космос 987 (януари 31) Зенит-4MKM фоторазузнавателен спътник
- Космос 988 (февруари 8) Орион
- Космос 989 (февруари 14) Зенит-4MKM фоторазузнавателен спътник
- Космос 990 (февруари 17) Стрела-2 COMM
- Космос 991 (февруари 28) Парус
- Космос 992 (март 4) Зенит-2M фоторазузнавателен спътник
- Космос 993 (март 10) Зенит-4MKM фоторазузнавателен спътник
- Космос 994 (март 15) Циклон
- Космос 995 (март 17) Зенит-2M фоторазузнавателен спътник
- Космос 996 (март 28) Парус
- Космос 997 (март 30) TKS VA No. 009A/P2
- Космос 998 (dtto) TKS VA No. 009P/2
- Космос 999 (март 30) Зенит-4MKM фоторазузнавателен спътник
- Космос 1000 (март 31) Цикада